# Александровское сельское поселение (Мордовия)
Александровское сельское поселение — сельское поселение в Лямбирском районе Мордовии.
Административным центром муниципального образования является село Александровка.

## Население
| 2002  | 2010  | 2012  | 2013  | 2014  | 2015  | 2016  |
| ----- | ----- | ----- | ----- | ----- | ----- | ----- |
| 1771  | ↘1722 | ↗1753 | ↘1744 | ↘1722 | ↘1717 | ↘1672 |
| 2017  | 2018  | 2019  | 2020  | 2021  |       |       |
| ↘1666 | →1666 | ↘1645 | ↘1628 | ↗1707 |       |       |

## Населенные пункты
В состав сельского поселения входят сёла Александровка, Владимировка и поселок Красный Дол.